# Maha Yazawin
Maha Yazawindawgyi (birm. မဟာ ရာဇဝင်တော်ကြီး /məhà jàzəwɪ̀ɴ dɔ̀dʑí/) – pierwsza narodowa kronika Birmy (Mjanma).
Została napisana i ukończona w roku 1724 przez U Kala, historyka na dworze Taungngu. Była to pierwsza kronika stanowiąca syntezę historii starożytnej, regionalnej, zagranicznej oraz biografii związanych z historią Birmy. Przed jej stworzeniem jedynymi znanymi opisami dziejów birmańskich były biografie oraz względnie ubogie kroniki lokalne. Kronika ta stworzyła podstawę dla wszystkich następnych opisów historii kraju, w tym też dla najwcześniejszych prac w języku angielskim napisanych pod koniec XIX wieku.
Kronika opisuje historię od początku aktualnego cyklu dziejów świata zgodnie buddyjską tradycją i buddyjską wersją starożytnej historii Indii, przechodząc dalej „z coraz większą liczbą szczegółów do opowiadania historii politycznej dorzecza Irawadi począwszy od legendarnych dynastii i dochodząc do wydarzeń, których autor był naocznym świadkiem w roku 1711”. Ponieważ kronika została spisana pod koniec okresu Taungngu, najbardziej swoiste dla niej informacje dotyczą dat i zdarzeń, w których udział brali królowie z tej dynastii. Zawarty w kronice opis XVI-wiecznej Birmy za panowania dynastii Taungngu, którego świadkiem było też wielu Europejczyków, został uznany przez naukę za w dużej części zgodny z faktami.
Jednakże zawarty w kronice opis wcześniejszych okresów jest mniej szczegółowy wskazując, że autor nie miał dostępu do pełnych wersji wcześniejszych kronik. Co więcej, nie badał on żadnych inskrypcji, co mogłyby przynieść dokładniejsze informacje chronologiczne i pozwoliłoby na dodatkową kontrolę prawdziwości faktów. W każdym razie fragmenty późniejszych narodowych kronik birmańskich dotyczące okresu przed rokiem 1712 – w tym Yazawin Thit, Maha Yazawin Kyaw i Hmannan Yazawin – są w zasadzie dosłownymi powtórzeniami z Maha Yazawin, chociaż zawierają też one wiele poprawek zawartych w niej dat dotyczących okresu Królestwa Paganu oraz okresu go poprzedzającego, opartych na dowodach epigraficznych.

## Okoliczności powstania
Przed powstaniem Maha Yazawin dotychczasowe opisy dziejów Birmy były kronikami biograficznymi lub względnie szczupłymi kronikami lokalnymi. Pisanie kroniki rozpoczęło się mniej więcej w latach 1712–1720, we wczesnym okresie panowania króla Taninganwaya. Zadania podjął się U Kala, z obydwu stron swej rodziny zamożny potomek urzędników dworu oraz administracji regionalnej. (Jego ojciec był „bogaczem” pochodzącym z rodu urzędników królewskiej administracji regionalnej (myosa), a matka była mieszanego szańsko-birmańskiego pochodzenia szlacheckiego.) Posiadał on wystarczające wykształcenie, koneksje i majątek, aby poświęcić swój czas pisaniu kroniki. Ze względu na swoje pochodzenie miał on najwyraźniej dostęp do dokumentów dworu królewskiego, których pochodzenie sięgało lat panowania Bayinnaunga (1551–1581). Prawdopodobnie ze względu na swoją zamożność, Kala był w stanie poświęcić swój czas na bycie „pełnoetatowym kronikarzem”.

## Kompozycja
Kala umieścił w przedmowie do kroniki apologię swojego dzieła zauważając, że pisma buddyjskie uważały opisywanie historii za zagrażające rozwojowi religijnemu. Usprawiedliwiał on swój wysiłek wyjaśniając, że badanie dawnych wydarzeń pozwoli wykazać nietrwałość wszystkich rzeczy, w tym także władzy politycznej, oraz że medytacja nad tą kwestią będzie w istocie sprzyjać wglądowi religijnemu.
Kiedy Kala ukończył kronikę w roku 1724, przygotował trzy jej wersje o różnej długości: Maha Yazawin Gyi [Wielka Kronika w 21 Tomach], Yazawin Lat [Krótsza Kronika w 10 Tomach], Yazawin Gyok [Krótka Kronika w 1 Tomie]. Twierdzi się, że kronika czerpie z dokumentów dworskich z XVI w. oraz z ponad 70 tekstów regionalnych i zagranicznych. Znakomita lista obejmuje „Kronikę Thaton”, „Kronikę Monów”, „Kronikę Ayutthaya” oraz „Kronikę Chiang Mai”, jak również Mahavamsę w odniesieniu do wczesnej historii religijnej. Chociaż U Kala wykorzystał różne kroniki lokalne, nie włączył on do swojej kroniki dziejów Królestwa Tagaung, które po stu latach zostało uznane za początek monarchii birmańskiej przez Hmannan Yazawin.
Praca została podzielona na trzy części, z których dwie pierwsze opisują szczegółowo pochodzenie wszechświata oraz buddyjskich królów starożytnych Indii. Część trzecia odnosi się do powstania Threhkittary i Paganu przechodząc dalej do przedstawienia dziejów dynastii Pinya, Sikong, Ava i Taungngu i dochodząc do jego własnych czasów, czyli roku 1711. „Uderzającą cechą” kroniki jest jej „złożony charakter: kronika jest pastiszem legend, lokalnych historii, biografii i szczegółowych akt sądowych.”

## Dokładność
Ponieważ Maha Yazawin została spisana w późnym okresie królestwa Taungngu, najbardziej swoiste dla niej informacje dotyczą dat i zdarzeń, w których udział brali królowie z tej dynastii. Kiedy jest to tylko możliwe, śledzi ona życie każdego króla chronologicznie, od urodzenia do śmierci lub strącenia z tronu. Jednak zawarte w niej opisy wcześniejszych okresów mają charakter o wiele bardziej szkicowy, w większości przypadków informując jedynie o roku wydarzenia, bez dokładniejszej daty. Pokazuje to, że autor nie miał dostępu do pełnych wersji wcześniejszych kronik oraz że nie badał on żadnych inskrypcji, co mogłyby przynieść dokładniejsze informacje chronologiczne i pozwoliłoby na dodatkową kontrolę prawdziwości faktów. I rzeczywiście, późniejsze kroniki uwzględniają wiele poprawek zawartych w „Maha Yazawin” dat dotyczących okresu Królestwa Paganu oraz okresu go poprzedzającego, opartych na dowodach epigraficznych.
Co więcej, kronika jako pierwsza zawiera informację, że Królestwo Thatôn z Dolnej Birmy zostało podbite przez króla Anawrahtę z Paganu w roku 1057 oraz o przeprowadzonej przez niego z pomocą Shin Arahana, głównego mnicha Paganu, reformie religijnej. (Maha Yazawin nie podaje informacji o tym, że Shin Arahan pochodził z Thatôn. O tym, że urodził się on w Thatôn dowiadujemy się z kroniki Yazawin Thit napisanej w roku 1798.) Późniejsi historycy piszący w okresie brytyjskiej ery kolonialnej nadal zapewniali, że reformy religijne oraz cywilizacja dotarły do Paganu z Thatôn. Jednak ostatnio historyk Michael Aung-Thwin stwierdził, że historii o podboju Thatôn nie można znaleźć w żadnych zachowanych wcześniejszych tekstach ani inskrypcjach.
Jednak zawarty w kronice opis XVI-wiecznej Birmy za panowania dynastii Taungngu, którego świadkiem było też wielu Europejczyków, został uznany przez naukę za w dużej części zgodny z faktami.

## Znaczenie
Kronika uformowała podstawę dla wszystkich następnych historii Birmy, w tym też najwcześniejszych prac w języku angielskim pisanych pod koniec XIX wieku. Historyk Victor Lieberman pisze, że „rzadko zdarzało się, aby narodowa tradycja historiograficzna zależała w tak dużym stopniu od jednego autora, w jakim tradycja birmańska zależała od U Kala.”
Istnienie kroniki stało się szczególnie ważne, gdy wiele oryginalnych źródeł na których ją oparto zostało zniszczonych podczas pożaru w Ava (Inwa) około dwadzieścia lat później. Poza tą stratą, istotne jest to, że pisarski styl U Kali postrzegany był jako modelowy przez wszystkich następnych historyków. Ogólny ton kroniki opisywany jest jako „nie bombastyczny”, „względnie stonowany” i „trzymający się rzeczywistości”. Fragmenty późniejszych birmańskich kronik narodowych odnoszące się do okresu przed 1712 rokiem – w tym Yazawin Thit (1798), Maha Yazawin Kyaw (1831) i słynnej Hmannan Yazawin (Kronika Szklanego Pałacu) – są mniej lub bardziej dosłownymi powtórzeniami z Maha Yazawin, „z pewnymi interpolacjami materiału legendarnego oraz z ograniczonymi dygresjami odnoszącymi się do dyskusji akademickich”.

## Wydania
Do roku 2006 kronika wydawana była jedynie w języku birmańskim i nie była tłumaczona w całości na żaden język.